# La Violeta (Riells del Fai)
La Violeta és una casa destacada del poble de Riells del Fai, en el terme municipal de Bigues i Riells, al Vallès Oriental. És a l'extrem nord del poble.
Està situada a llevant del lloc on té el final la carretera BV-1483, al nord de la Sagrera, al nord-oest del mas Viaplana, just a llevant d'on surt el Camí de Sant Miquel del Fai.